# Ladir
Ladir foi uma comuna da Suíça, no Cantão Grisões, com cerca de 119 habitantes. Estendia-se por uma área de 7,21 km², de densidade populacional de 17 hab/km². Confinava com as seguintes comunas: Falera, Ruschein, Schluein, Schnaus.
A língua oficial nesta comuna era o Alemão e Romanche.

## História
Em 1 de janeiro de 2009, passou a formar parte da nova comuna de Ilanz/Glion.